# Шипшина турецька
Шипшина турецька (Rosa turcica) — вид рослин з родини розових (Rosaceae); поширений у Туреччині, Азербайджані й південно-східній Європі.

## Опис
Кущ 50–70 см. Рахіс позбавлений або майже позбавлений запушення. Квітконіжки 5–6 мм завдовжки. Квітки білі, в бутонах блідо-рожеві. Шипи на гілках у великій кількості, гачкоподібно вигнуті, серпоподібні, рідше майже прямі.

## Поширення
Поширений у Туреччині, Азербайджані й південно-східній Європі.
В Україні вид зростає серед чагарників, по горбах, на узліссі — у Криму.